# Pinilla de Caradueña
Pinilla de Caradueña es una localidad española de la provincia de Soria, en la comunidad autónoma de Castilla y León. Pueblo de la comarca de Almarza que pertenece al municipio de Los Villares de Soria. Está constituida como entidad local menor.

## Geografía
Pertenece al partido judicial de Soria.

## Historia
El censo de Pecheros de 1528, en el que no se contaban eclesiásticos, hidalgos y nobles, registraba la existencia de 18 pecheros, es decir unidades familiares que pagaban impuestos. Estaba integrada en el Sexmo de San Juan. 
A la caída del Antiguo Régimen la localidad se constituye en municipio constitucional en la región de Castilla la Vieja que en el censo de 1842 contaba con 15 hogares y 59 vecinos, para posteriormente integrarse en Los Villares de Soria.
A mediados del siglo XIX, el lugar contaba con una población censada de 59 habitantes. La localidad aparece descrita en el decimotercer volumen del Diccionario geográfico-estadístico-histórico de España y sus posesiones de Ultramar de Pascual Madoz de la siguiente manera:

PINILLA DE CARADUEÑA: l. con ayunt. en la prov. y part. jud. de Soria (3 leg.), aud. terr. y c. g. de Burgos (20), dióc. de Osma (10). sit. en llano á la márg. der. de un arroyo; goza de buena ventilacion y clima sano. Tiene 20 casas; la consistorial; escuela de instruccion primaria sostenida por los padres de los discípulos, y una igl. parr. de entrada (San Pedro) servida por un cura y un sacristan. Confina el térm. con los de La Rubia, Ausejo, Cuellar y Villaresi. El terreno, fertilizado por el riach. de que se ha hecho mérito, es de buena calidad. caminos: los que dirigen á los pueblos limítrofes. correo: se recibe y despacha en la cab. del part. prod.: cereales, legumbres y yerbas de pasto, con las que se mantiene ganado lanar y las caballerías necesarias para la labranza. ind.: la agrícola, y algunos vec. emigran en los inviernos á las Andalucías á trabajar en los molinos de aceite. pobl.: 15 vec, 59 alm. cap. imp.: 16,551 reales.
(Madoz, 1849, p. 35)

Hasta el siglo XIX, algunos habitantes de la localidad bajaban a Andalucía para la recolección de la aceituna.

## Demografía
En el año 1981 contaba con 7 habitantes, concentrados en el núcleo principal, pasando a 14 en 2010, 7 varones y 7 mujeres.
| Gráfica de evolución demográfica de Pinilla de Caradueña entre 2000 y 2010                       |
|                                                                                                  |
| Población de derecho (2000-2010) según los censos de población del INE a 1 de enero de cada año. |